# Воздвижение Креста Господня
Воздви́жение Честно́го и Животворя́щего Креста́ Госпо́дня (др.-греч. ῾Η παγκόσμιος ὕψωσις τοῦ τιμίου καὶ ζωοποιοῦ Σταυροῦ ― Всеми́рное воздви́жение Честно́го и Животворя́щего Креста́; церк.-слав. Всемі́рное воздви́женїе чⷭ҇тна́гѡ и животворѧ́шагѡ крⷭ҇та̀; лат. Exaltatio Sancti Crucis — Воздвижение святого Креста; ранее в русском просторечии Здвиженье) — праздник, отмечаемый в исторических церквях. В православии принадлежит к числу господских двунадесятых. Установлен в память обретения Креста Господня, которое произошло, согласно церковному преданию, в 325 или 326 году в Иерусалиме около горы Голгофы — места распятия Иисуса Христа. C VII века с этим днём стали соединять воспоминание о возвращении Животворящего Креста из Персии византийским императором Ираклием (629). Название праздника обусловлено обычаем Церкви на Востоке, восходящим к IV веку, ритуально воздвигать крест во время богослужения (то есть поднимать Крест для обозрения всеми молящимися).
Празднуется Русской православной церковью, а также старостильными и некоторыми поместными Православными церквами 14 (27) сентября, а поместными церквями, перешедшими на новоюлианский календарь и Католической церковью — 14 сентября по григорианскому календарю. Армянской Апостольской церковью — в воскресенье, выпадающее в промежуток между 11 и 17 сентября (а также в понедельник, пятницу и субботу следующей недели).

## История праздника

### Обретение Креста
Сохранились 3 различные версии предания об обретении святого Креста. Согласно первой, наиболее древней версии, в результате раскопок языческого храма Венеры, находящегося на месте Голгофы, были обнаружены три креста. Крест Иисуса Христа был определён тогда, когда больная женщина, на которую поочерёдно возлагали кресты, получила исцеление от одного из крестов. Тогда святой Крест был поднят епископом Макарием для всеобщего обозрения.
Согласно второй версии, возникшей в конце IV — начале V века, святая Елена, узнав от одного еврея место пребывания святого Креста, повелела разрушить храм Венеры. Под храмом были найдены три креста. Чтобы узнать какой крест Христов, епископ Макарий поочередно возложил кресты на покойника. Когда был возложен крест Господень, мертвец ожил. Христиане, пришедшие поклониться святому Кресту, просили святителя Макария поднять (воздвигнуть) Крест, чтобы все могли его увидеть. Тогда епископ Макарий и другие духовные лица начали поднимать святой Крест, а народ, взывая «Господи, помилуй», благоговейно поклонялся Кресту. Точная дата обретения святого Креста неизвестна, по-видимому, оно произошло в 325 или в 326 году.
Согласно «Пасхальной хронике» VII века праздник явления Креста был впервые совершён 17 сентября 333 года в ходе торжеств при освящении иерусалимской церкви: «При консулах Далматии и Аниции Павлине было совершено освящение церкви святого Креста, которую построил Константин Великий, при епископе Макарии 17 сентября и с этого момента начался праздник явления святого Креста». Архиепископ Сергий (Спасский) и церковный писатель протоиерей Петровский А. В. считали, что вместо 17 сентября надо понимать 14 сентября, что являлось ошибкой писца.
Согласно третий версии предания об обретении святого Креста, возникшей в Сирии в первой половине V века, это событие относится не к IV, а к I веку. Крест был найден Протоникой (или Петроникой), женой императора Клавдия I, а впоследствии был скрыт и вновь найден уже в IV веке. Однако наиболее известной стала вторая версия.
Считается, что слово «Воздвижение» впервые встречается у кипрского писателя Александра Монаха в VI веке, автора похвального слова Кресту, которое должно было читаться на праздник Воздвижения.

### Возвращение Креста
В этот день вспоминается ещё одно событие, связанное с Крестом Господним, — его возвращение из Персии в 631 году после 14-летнего плена обратно в Иерусалим. Персидский царь Хосров II в войне против греков разбил греческое войско, разграбил Иерусалим и в том числе увёз Крест Иисуса Христа и патриарха Захарию (609—633). Крест пробыл в Персии 14 лет и лишь при императоре Ираклии I (610—641), который победил Хосрова и заключил мир с его сыном, была возвращена христианская реликвия. Животворящий Крест был торжественно принесён в Иерусалим. Согласно Священному Преданию, Император Ираклий в царском венце и порфире понёс Крест Христов в храм Воскресения Христова. Рядом с царём шёл патриарх Захария. У ворот, которыми восходили на Голгофу, император внезапно остановился и не мог двинуться дальше. Святой патриарх объяснил царю, что ему преграждает путь Ангел Господень, ибо Тот, Кто нёс на Голгофу Крест для искупления мира от грехов, совершил Свой Крестный путь в уничижённом виде. Тогда Ираклий, сняв венец и порфиру, надел простую одежду и беспрепятственно внёс Крест Христов в храм.
В «Слове» на Воздвижение Креста святой Андрей Критский говорит: «Крест воздвигается, и все верные стекаются, Крест воздвигается, и град торжествует, и народы совершают празднество».
Возможно, возвращение Креста из Персии привело к установление праздника на латинском Западе в первой половине VII века, вероятно в период понтификата папы Гонория I (625—638). Первоначально событие не имело статуса самостоятельного праздника и отмечалось лишь как поклонение Кресту, дополняющее римскую память священномучеников Корнилия Римского и Киприана Карфагенского 14 сентября. Постепенно празднование Воздвижения становилось более торжественным и стало праздником среднего разряда. В Римских церквях праздник назывался Воздвижением Креста Господня, в то время как галликанские церкви имели праздник «Обретения святого Креста», отмечаемый 3 мая. Этот день был выбран в память о возвращении императором Ираклием святого Креста из Персии. Галликанский праздник был добавлен также в римский календарь. В 1960 году праздник «Обретения святого Креста» был исключен из календаря Римско-католической церкви.

## Богослужение

### Православная церковь

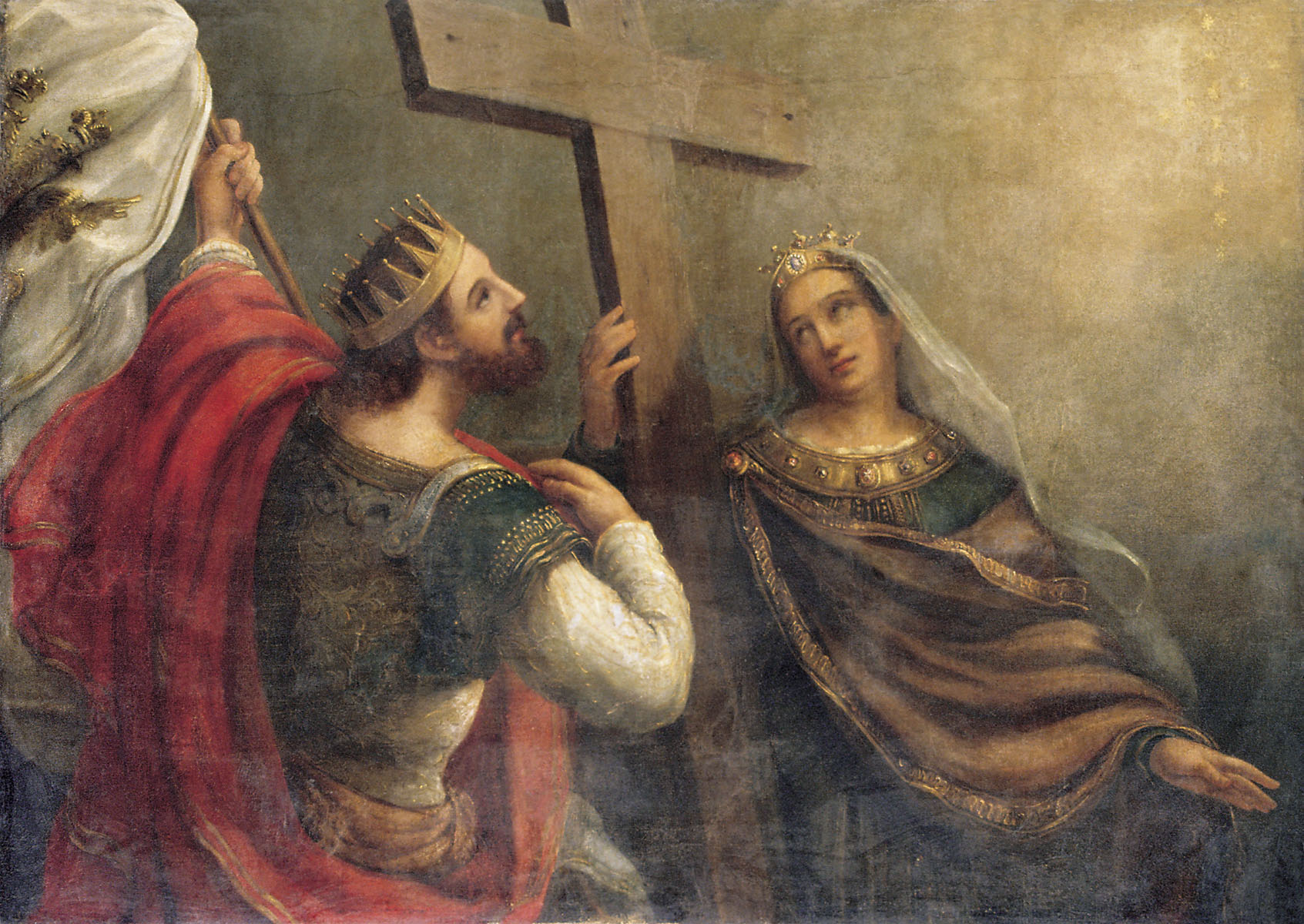
Святые Константин и Елена вокруг Животворящего Креста Господня. Картина В. К. Сазонова, XIX век

Богослужение аналогично богослужению Крестопоклонной Недели (3-я неделя Великого поста) и Происхождения (изнесения) честных древ Животворящего Креста Господня (1 (14) августа).
Накануне, то есть 26 сентября по новому стилю, вечером совершается всенощное бдение. По уставу в состав этого всенощного бдения должна входить малая вечерня. На малой вечерне совершается перенесение Креста с жертвенника на престол. Однако сейчас совершение малой вечерни можно встретить в России лишь в редких монастырях. По этой причине в приходских храмах Крест кладётся на престол до начала богослужения (Евангелие ставится за антиминсом).
На утрене Евангелие читается в алтаре, после чтения Евангелия поётся «Воскресение Христово видевше» вне зависимости от дня недели. Целование Евангелия и помазание елеем после чтения Евангелия не совершаются. Перед Великим славословием настоятель надевает полное облачение. Во время Великого славословия при пении Трисвятого настоятель совершает вынос креста. Держа Крест на голове, настоятель, в предшествии диакона со свечой, постоянно кадящего Крест, совершает его вынос через северную дверь; остановившись на амвоне, он произносит «Прему́дрость, про́сти», затем при пении тропаря «Спаси́, Го́споди, лю́ди Твоя́ и благослови́ достоя́ние Твое́, побе́ды на сопроти́вныя да́руя, и Твое́ сохраня́я Кресто́м Твои́м жи́тельство» несёт Крест на середину храма и кладёт его на аналой. Затем совершается троекратное пение тропаря «Кресту́ Твоему́ поклоня́емся, Влады́ко, и Свято́е Воскресе́ние Твое́ сла́вим», во время которого трижды совершаются земные поклоны. Затем поются особые стихиры, во время которых священник совершает помазание елеем, а затем сугубая ектения, обычное окончание всенощного бдения и первый час. В соборах и в приходских храмах (по современной практике Русской Церкви — при архиерейском богослужении или с благословения епархиального архиерея), совершается чин воздвижения Креста.
На литургии вместо Трисвятого поётся «Кресту́ Твоему́ поклоня́емся, Влады́ко, и Свято́е Воскресе́ние Твое́ сла́вим» (без земных поклонов).
По традиции в этот день принято надевать облачения фиолетового цвета. По православной традиции в день самого праздника строгий пост — верующим предписывается полное воздержание от пищи животного происхождения.
Крест лежит на аналое до 21 сентября (4 октября) — дня отдания Воздвижения. На отдание в конце литургии после заамвонной молитвы при пении тропаря и кондака Кресту Крест уносится священником в алтарь через Царские врата.

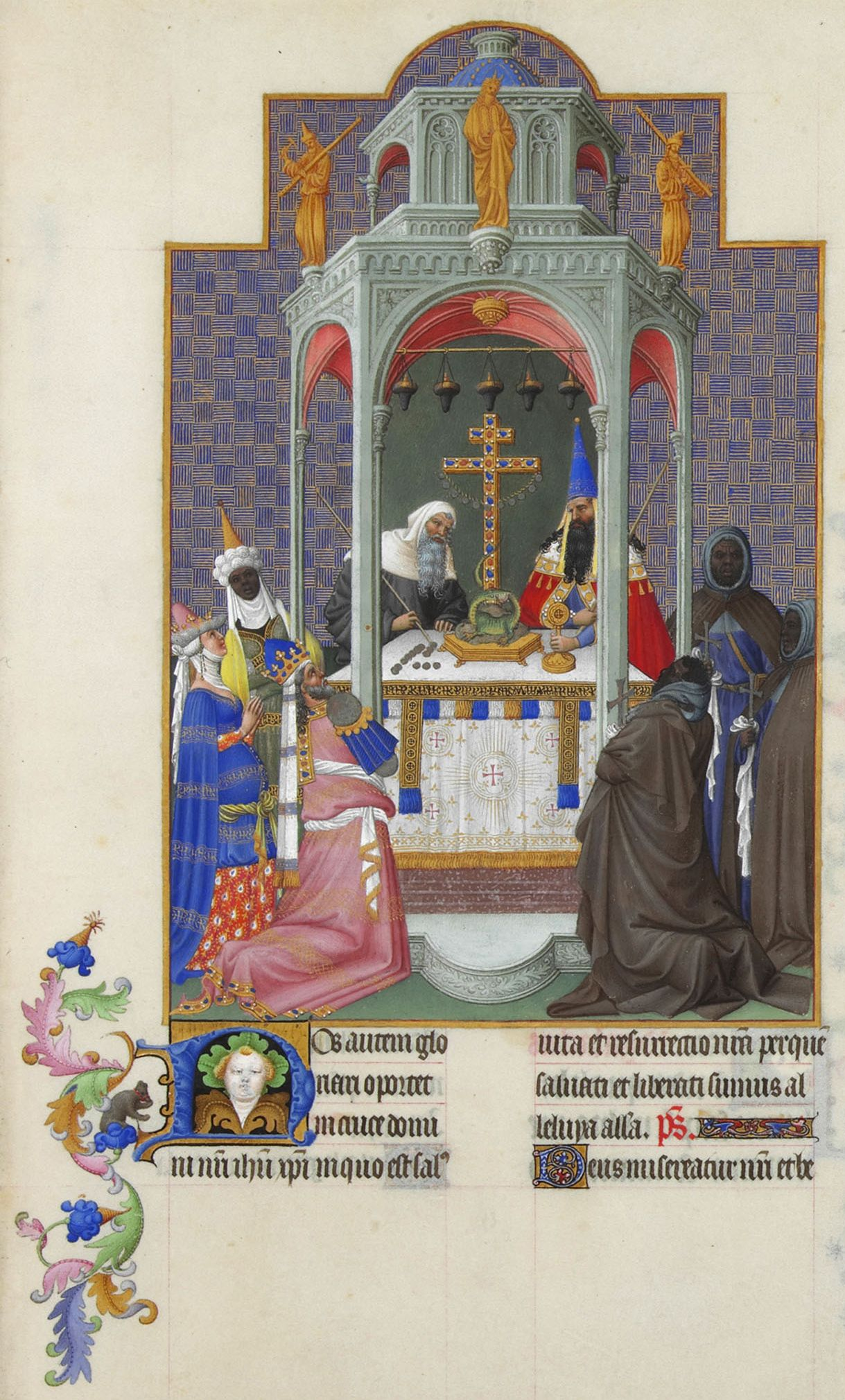
Воздвижение Креста Господня (миниатюра Великолепного часослова герцога Беррийского)

|                                             | На греческом | На церковнославянском (транслитерация) | На русском |
| ------------------------------------------- | --- | --- | --- |
| Тропарь праздника, глас 1 (Ἦχος α')         | Σῶσον Κύριε τὸν λαόν σου καὶ εὐλόγησον τὴν κληρονομίαν σου, νίκας τοῖς Βασιλεῦσι κατὰ βαρβάρων δωρούμενος καὶ τὸ σὸν φυλάττων διὰ τοῦ Σταυροῦ σου πολίτευμα. | Спаси́, Го́споди, лю́ди Твоя́ и благослови́ достоя́ние Твое́, побе́ды [правосла́вным христиа́ном] на сопроти́вныя да́руя, и Твое́ сохраня́я Кресто́м Твои́м жи́тельство                                                          | Спаси, Господи, людей Твоих и благослови наследие Твоё, победы [православным христианам] над неприятелями даруя и Крестом Твоим сохраняя Твой народ.                                                                                           |
| Кондак праздника, глас 4 (Ἦχος δ')          | Ὁ ὑψωθεὶς ἐν τῷ Σταυρῷ ἑκουσίως, τῇ ἐπωνύμῳ σου καινῇ πολιτείᾳ, τοὺς οἰκτιρμούς σου δώρησαι, Χριστὲ ὁ Θεός. Εὔφρανον ἐν τῇ δυνάμει σου, τοὺς πιστοὺς Βασιλεῖς ἡμῶν, νίκας χορηγῶν αὐτοῖς, κατὰ τῶν πολεμίων· τὴν συμμαχίαν ἔχοιεν τὴν σήν, ὅπλον εἰρήνης, ἀήττητον τρόπαιον. | Вознесы́йся на Крест во́лею, тезоимени́тому Твоему́ но́вому жи́тельству щедро́ты Твоя́ да́руй, Христе́ Боже, возвесели́ нас си́лою Твое́ю, побе́ды дая́ нам на сопоста́ты, посо́бие иму́щим Твое oру́жие ми́ра, непобеди́мую побе́ду. | Вознесенный на Крест добровольно, соименному Тебе новому народу милости Твои даруй, Христе Боже; возвесели силою Твоею верных людей Твоих, подавая им победы над врагами, — да имеют они помощь от Тебя, оружие мира, непобедимый знак победы. |
| Задостойник праздника, глас 8 (Ἦχος πλ. δ') | Μυστικῶς εἶ Θεοτόκε Παράδεισος, ἀγεωργήτως βλαστήσασα Χριστόν, ὑφ᾿ οὗ τὸ τοῦ Σταυροῦ, ζωηφόρον ἐν γῇ, πεφυτούργηται δένδρον· δι᾿ οὗ νῦν ὑψουμένου, προσκυνοῦντες αὐτὸν σὲ μεγαλύνομεν.                                                                                       | Та́ин еси́, Богоро́дице, рай, невозде́ланно возрасти́вший Христа́, И́мже кре́стное живоно́сное на земли́ насади́ся Дре́во. Тем, ны́не возноси́му, покланя́ющеся Ему́, Тя велича́ем.                                              | Ты, Богородица, — таинственный рай, невозделанно произрастивший Христа, Которым на земле насаждено Креста живоносное древо; потому ныне, при воздвижении его, поклоняясь ему, мы Тебя величаем.                                                |

### Католическая церковь
В экстраординарной форме латинского обряда богослужение начинается накануне вечерней праздника, если 14 сентября приходится на воскресенье или совершается как праздник 1 класса. Обычно же начинается с утрени, которая имеет 3 ноктурна.
В первом положено чтение из Книги Чисел (Чис. 21:1—9). Первый ноктурн завершается большим респонсорием, в котором упоминается возвращение Креста из Персии при императоре Ираклии: «Haec est arbor dignissima, in paradisi medio situata, in qua salutis auctor propria morte mortem omnium superavit. V: Crux praecellenti decore fulgida, quam Heraclius imperator concupiscenti animo recuperavit». Во втором ноктурне — историческое чтение о возвращении Креста. В третьем ноктурне — чтение из проповеди св. папы римского Льва Великого.
В миссале имеется собственный формуляр для праздничной мессы. Богослужение открывается интроитом «Nos autem» на текст из послания ап. Павла к Галатам (6:14). Первое чтение из послания к Филиппийцам (Фил. 2:5—11), при чтении которого положено коленопреклонение на словах: «чтобы в имени Иисуса преклонилось всякое колено». Второе чтение из Евангелия от Иоанна (Ин. 12:31—36). Префация о Святом Кресте.
В целом тексты мессы и оффиция во многом подобны тем, что используются в страстное время (2 недели до Пасхи).